# Łazy (Rogienice Wielkie)
Łazy – część wsi Rogienice Wielkie w Polsce położona w województwie podlaskim, w powiecie kolneńskim, w gminie Mały Płock.